# California Breed (album)
California Breed je debutové studiové album americké hard rockové kapely California Breed.

## Seznam skladeb
Autory všech skladeb jsou Glenn Hughes, Andrew Watt a Jason Bonham.
| Pořadí         | Název          | Délka |
| -------------- | -------------- | ----- |
| 1.             | The Way        | 3:54  |
| 2.             | Sweet Tea      | 3:52  |
| 3.             | Chemical Rain  | 4:38  |
| 4.             | Midnight Oil   | 4:45  |
| 5.             | All Falls Down | 5:07  |
| 6.             | The Grey       | 3:55  |
| 7.             | Days They Come | 4:17  |
| 8.             | Spit You Out   | 3:38  |
| 9.             | Strong         | 4:26  |
| 10.            | Invisible      | 4:44  |
| 11.            | Scars          | 4:10  |
| 12.            | Breathe        | 4:17  |
| Celková délka: | Celková délka: | 51:43 |